# Desse Roche
Desmond Patrick Roche (né le 1er février 1909 à Kemptville au Canada - mort le 18 janvier 1971) est un joueur professionnel canadien de hockey sur glace qui évoluait au poste d'ailier droit,.

## Biographie
Desmond Roche commence sa carrière professionnelle avec son frère Earl en 1930 avec les Maroons de Montréal avant finir la saison avec les Bulldogs de Windsor dans la Ligue internationale de hockey. Il y est rejoint par son frère la saison suivante puis tous deux reviennent jouer avec les Maroons en 1932 puis retrouvent ensemble les Bulldogs. Séparé de son frère lorsque celui-ci signe avec les Bruins de Boston en janvier 1933, il le retrouve à peine un mois plus tard lorsqu'il est échangé par les Maroons aux Sénateurs d'Ottawa contre Wally Kilrea alors que son frère a été échangé contre Alex Smith. Au cours de la saison 1934-1935, il joue pour trois franchises différentes de la LNH et deux de la LIH toujours en grande partie avec son frère. Après une dernière saison ensemble, leurs chemins diffèrent et Desmond termine sa carrière professionnelle en 1939.
Il est des rares joueurs de la LNH à avoir porté le numéro 99, numéro retiré pour toutes les équipes depuis 2000 en l'honneur de Wayne Gretzky. Les autres joueurs à l'avoir porté sont Joe Lamb, Leo Bourgault, Wilf Paiement et Rick Dudley.

## Statistiques
| Saison     | Équipe                     | Ligue      |     | Saison régulière | Saison régulière | Saison régulière | Saison régulière | Saison régulière |   | Séries éliminatoires | Séries éliminatoires | Séries éliminatoires | Séries éliminatoires | Séries éliminatoires |
| Saison     | Équipe                     | Ligue      | PJ  | B                | A                | Pts              | Pun              | PJ               | B | A                    | Pts                  | Pun                  |                      |                      |
| 1925-1926  | Victorias de Montréal      | MCJHL      | 6   | 4                | 1                | 5                | 2                | 4                | 3 | 1                    | 4                    | 2                    |                      |                      |
| 1926-1927  | Victorias de Montréal      | MCHL       | 1   | 0                | 0                | 0                | 0                |                  |   |                      |                      |                      |                      |                      |
| 1927-1928  | Bell Telephone de Montréal | MRTHL      |     |                  |                  |                  |                  |                  |   |                      |                      |                      |                      |                      |
| 1927-1928  | St. Anthony's de Montréal  | MRTHL      | 13  | 7                | 0                | 7                |                  |                  |   |                      |                      |                      |                      |                      |
| 1928-1929  | Bell Telephone de Montréal | MRTHL      |     | 5                | 4                | 9                | 20               |                  |   |                      |                      |                      |                      |                      |
| 1928-1929  | Martins de Montréal        | MRTHL      |     | 7                | 0                | 7                |                  |                  |   |                      |                      |                      |                      |                      |
| 1929-1930  | Bell Telephone de Montréal | MRTHL      | 10  | 6                | 0                | 6                | 8                | 2                | 1 | 0                    | 1                    | 2                    |                      |                      |
| 1930-1931  | Maroons de Montréal        | LNH        | 19  | 0                | 1                | 1                | 6                |                  |   |                      |                      |                      |                      |                      |
| 1930-1931  | Bulldogs de Windsor        | LIH        | 26  | 10               | 2                | 12               | 16               | 6                | 1 | 0                    | 1                    | 2                    |                      |                      |
| 1931-1932  | Bulldogs de Windsor        | LIH        | 42  | 11               | 12               | 23               | 42               | 6                | 2 | 0                    | 2                    | 6                    |                      |                      |
| 1932-1933  | Maroons de Montréal        | LNH        | 5   | 0                | 0                | 0                | 0                |                  |   |                      |                      |                      |                      |                      |
| 1932-1933  | Bulldogs de Windsor        | LIH        | 20  | 7                | 4                | 11               | 32               |                  |   |                      |                      |                      |                      |                      |
| 1932-1933  | Sénateurs d'Ottawa         | LNH        | 16  | 3                | 6                | 9                | 6                |                  |   |                      |                      |                      |                      |                      |
| 1933-1934  | Sénateurs d'Ottawa         | LNH        | 46  | 14               | 10               | 24               | 22               |                  |   |                      |                      |                      |                      |                      |
| 1934-1935  | Eagles de Saint-Louis      | LNH        | 7   | 0                | 0                | 0                | 0                |                  |   |                      |                      |                      |                      |                      |
| 1934-1935  | Canadiens de Montréal      | LNH        | 5   | 0                | 1                | 1                | 0                |                  |   |                      |                      |                      |                      |                      |
| 1934-1935  | Red Wings de Détroit       | LNH        | 15  | 3                | 0                | 3                | 10               |                  |   |                      |                      |                      |                      |                      |
| 1934-1935  | Bisons de Buffalo          | LIH        | 1   | 1                | 1                | 2                | 2                |                  |   |                      |                      |                      |                      |                      |
| 1934-1935  | Olympics de Détroit        | LIH        | 7   | 0                | 3                | 3                | 6                | 5                | 6 | 2                    | 8                    | 4                    |                      |                      |
| 1935-1936  | Shamrocks de Pittsburgh    | LIH        | 25  | 7                | 7                | 14               | 26               |                  |   |                      |                      |                      |                      |                      |
| 1935-1936  | Falcons de Cleveland       | LIH        | 19  | 3                | 5                | 8                | 10               | 2                | 0 | 0                    | 0                    | 0                    |                      |                      |
| 1936-1937  | Flyers de Saint-Louis      | AHA        | 4   | 3                | 0                | 3                | 2                |                  |   |                      |                      |                      |                      |                      |
| 1937-1938  | Oilers de Tulsa            | AHA        | 32  | 12               | 9                | 21               | 27               |                  |   |                      |                      |                      |                      |                      |
| 1938-1939  | Clippers de Spokane        | PCHL       | 45  | 14               | 11               | 25               | 33               |                  |   |                      |                      |                      |                      |                      |
| Totaux LNH | Totaux LNH                 | Totaux LNH | 113 | 20               | 18               | 38               | 44               |                  |   |                      |                      |                      |                      |                      |